# 青盘變質
青盘變質（英語：propylitic alteration）是一種交代變質作用，由含鐵和鎂的熱液引起的岩石變質作用。其中黑雲母或閃石會變質成綠簾石 - 綠泥石 - 鈉長石。礦脈和岩石裂縫中常有此礦物組合和黃鐵礦在一起。熱液含有高鈉離子的成分，通常是由於熱液在鉀化過程中失去了鉀離子並獲得了鈉離子。

## 交代變質作用的類型
交代變質作用極其多樣。在普遍的輕度變質，其變質僅限於顏色白化、或云母礦物結晶度的變化。 在這種情況下，交代變質作用的鑒定需要對岩石的礦物組合進行顯微鏡調查，例如礦物的增長、原岩中礦物組成的變化等。 在某些情況下，交代變質可從地球化學來證實。這通常是分析可移動的可溶元素，例如分析鋇、鍶、銣、鈣和一些稀土元素。然而有時必要將樣本與未改變的樣本進行比較。 
當增加交代變質作用時，其指標礦物如下： 
1. 在剪切帶中，全岩的礦物被綠泥石或云母置換。
2. 在花崗岩侵入體相鄰的石灰岩、泥灰岩和帶狀鐵地層等中，矽卡岩和矽卡岩岩石類型。
3. 花崗岩邊緣和顶塔岩中具有雲英岩。
4. 蛇綠岩中的典型羅丁岩（Rodingite)，特別是它們具有蛇紋石化鎂鐵質岩脈，含有鈣長石榴石、鈣輝石、維蘇岩、綠簾石和方柱石。
5. 霓长岩（Fenite），是一種交代變質的變體，與強鹼性或]]碳酸鹽岩\\漿有關，具有鈉輝石或閃石以及通常不常見的礦物（例如，chevkinite 或 columbite），含有通常不相容（不容易融入晶格）的元素，例如鈮和鋯 。鈉長岩，被鈉長石替代的斜長石（鈉長石化）[2][3]。

## 交代變變質組合類型
根據熱液對礦床中的岩石變質的影響，可歸納出交代變質的類型，代表不同交代變質的紋理和礦物的組合。
1. 青盘變質相 (Propylitic alteration)是由含鐵和含硫的熱液而造成的引起的，綠簾石-綠泥石-黃鐵礦，伴有赤鐵礦和磁鐵礦的變質相。
2. 鈉長石-綠簾石變質相是由富含鈉和鈣的含矽熱液造成的，
3. 鉀元素變質相，在斑岩銅礦和金礦床中常見，導致雲母和鉀礦物的產生。例如在富鐵岩石中的黑雲母、在長英質岩石中的白雲母或絹雲母，以及在正長石的變質，通常普遍有明顯的鮭魚粉色變質鑲邊。
4. 石英-絹雲母-黃鐵礦變質相，這在斑岩銅和斑岩鉬礦床中很常見。變質相即成脈狀堆積，亦可分散狀沉積。該變質相的特徵是絹雲母取代斜長石和黑雲母。。
5. 泥質變質相是一種在離斑岩礦床的遠處區域的低溫組合。在變質相中，長石和其他一些礦物被轉化為粘土礦物，如高嶺石和伊利石。該變質相能蓋在高溫度的變質相之上[4]。